# Северен Хамгьон
Северен Хамгьон (чосонгъл: 함경 북도, правопис по системата на Маккюн-Райшауер Hamgyŏng-pukto) е провинция в Северна Корея. Намира се в крайната североизточна част на страната, и граничи с Китай на северозапад, с Русия на североизток, с Южен Хамгьон на югозапад и с Рянган на запад. Столица е град Чхонджин. Северен Хамгьон е провинция на Корея, образувана през 1896 след разделянето на две части на провинция Хамгьон.

## География
Площта на провинцията е 16 365 км². Теренът е почти изцяло планински. Цялата източна част на Северен Хамгьон има излаз на Японско море, бреговете не са скалисти и са подходящи за туризъм. Климатът е умерен, горещ през лятото и много студен през зимата.

## Население
Населението на провинцията към 1 януари 2005 е 2 037 234 души, почти всички от тях – корейци, с малки китайски и малцинства по границата.

## Административно деление
Провинцията се дели на 3 града и 12 общини. През 1993 от Северен Хамгьон се отделя Расон, който става директно управляван град.

### Градове (си)
- Чхонджин (청진시)
- Хверьон (회령시)
- Кимчек (김책시)

### Общини (гун)
- Хвасон (화성군)
- Хваде (화대군)
- Килчу (길주군)
- Кьонсон (경성군)
- Мусен (무산군)
- Мьончхън (명천군)
- Онсон (온성군)
- Оран (어랑군)
- Пурьон (부령군)
- Себьол (새별군)
- Ундок (은덕군)
- Йонса (연사군)

## Икономика
Северен Хамгьон е най-бедната провинция на Северна Корея. Населението ѝ разчита почти изцяло на земеделието и риболова, за да изкарва прехраната си. За разлика от останалите провинции, тази не е богата на ресурси, полезните изкопаеми се ограничават до малки залежи на въглища. Повечето въглищни мини в района са изчерпани. Провинцията е пострадала на няколко пъти от тежки наводнения.

## Други
В провинцията са разположени множество военни бази, вкл. ракетната площадка с двойно предназначение Мусудан-ри, много ракетни складове и военни пристанища. В Северен Хамгьон през 2006 година е бил извършен и първият ядрен опит на страната. Тук се е намирал и затворническият лагер Онсон.